# Liste der Naturdenkmale in Beuren (Hochwald)
Die Liste der Naturdenkmale in Beuren (Hochwald) nennt die im Gemeindegebiet von Beuren (Hochwald) ausgewiesenen Naturdenkmale (Stand 3. Juni 2024).

## Naturdenkmale
| Nr.         | Bezeichnung         | Lage                                                                   | Beschreibung                                         | Bild                                    |
| ----------- | ------------------- | ---------------------------------------------------------------------- | ---------------------------------------------------- | --------------------------------------- |
| ND-7235-410 | Zwei Mammutbäume    | Beuren, südwestlich des Ortes an der Kreuzung von L 148 und L 152 Lage | Sequoiadendron giganteum, zwei Bäume, 1871 gepflanzt | Direkt Bild zu diesem Denkmal hochladen |
| ND-7235-412 | Der hohe Stein      | Beuren, nördlich des Ortes beim Sportplatz Lage                        | auch Hohenstein; Quarzitfelsen                       | Direkt Bild zu diesem Denkmal hochladen |
| ND-7235-413 | Hütteley            | Prosterath, südwestlich des Ortes; Flur Bei der Hütteley Lage          | Quarzitfelsen                                        | Direkt Bild zu diesem Denkmal hochladen |
| ND-7235-414 | Prosterather Wacken | Prosterath, oberhalb der Straße Zum Felsen Lage                        | Quarzitfelsen                                        | mehr Fotos \| Fotos hochladen           |
| ND-7235-426 | Graue Eltz          | Beuren, südwestlich des Ortes am Füllbachskopf Lage                    | Quarzitfelsen                                        | Fotos hochladen                         |
| ND-7235-442 | Zwei Eichen         | Prosterath, Antoniusstraße, bei Nr. 2 Lage                             | Quercus sp., zwei Bäume                              | Direkt Bild zu diesem Denkmal hochladen |